# Die Hundeblume
Die Hundeblume ist eine Erzählung des deutschen Schriftstellers Wolfgang Borchert. Datiert auf den 24. Januar 1946, wurde sie erstmals am 30. April und 4. Mai 1946 in der Hamburger Freien Presse veröffentlicht und leitete Borcherts erste Prosasammlung Die Hundeblume. Erzählungen aus unseren Tagen als Titelgeschichte ein.
Die Erzählung handelt von einem jungen Gefangenen, der beim täglichen Hofgang eine Hundeblume auf dem Gefängnishof entdeckt. In seinem tristen Alltag wird die Blume zum Objekt seiner Sehnsucht und Begierde. Borchert verarbeitete in der Geschichte autobiografische Erinnerungen an seine eigene Inhaftierung in einem Militärgefängnis zur Zeit des Nationalsozialismus. Entstanden während eines Krankenhausaufenthalts des bereits schwer kranken Schriftstellers ist Die Hundeblume Borcherts erste umfangreichere Prosaarbeit. Sie markiert einen einschneidenden Wendepunkt in seinem Werk von den frühen Gedichten zu den Kurzgeschichten aus seinen letzten beiden Lebensjahren, die neben dem Drama Draußen vor der Tür den Grundstein für seine Popularität legten.

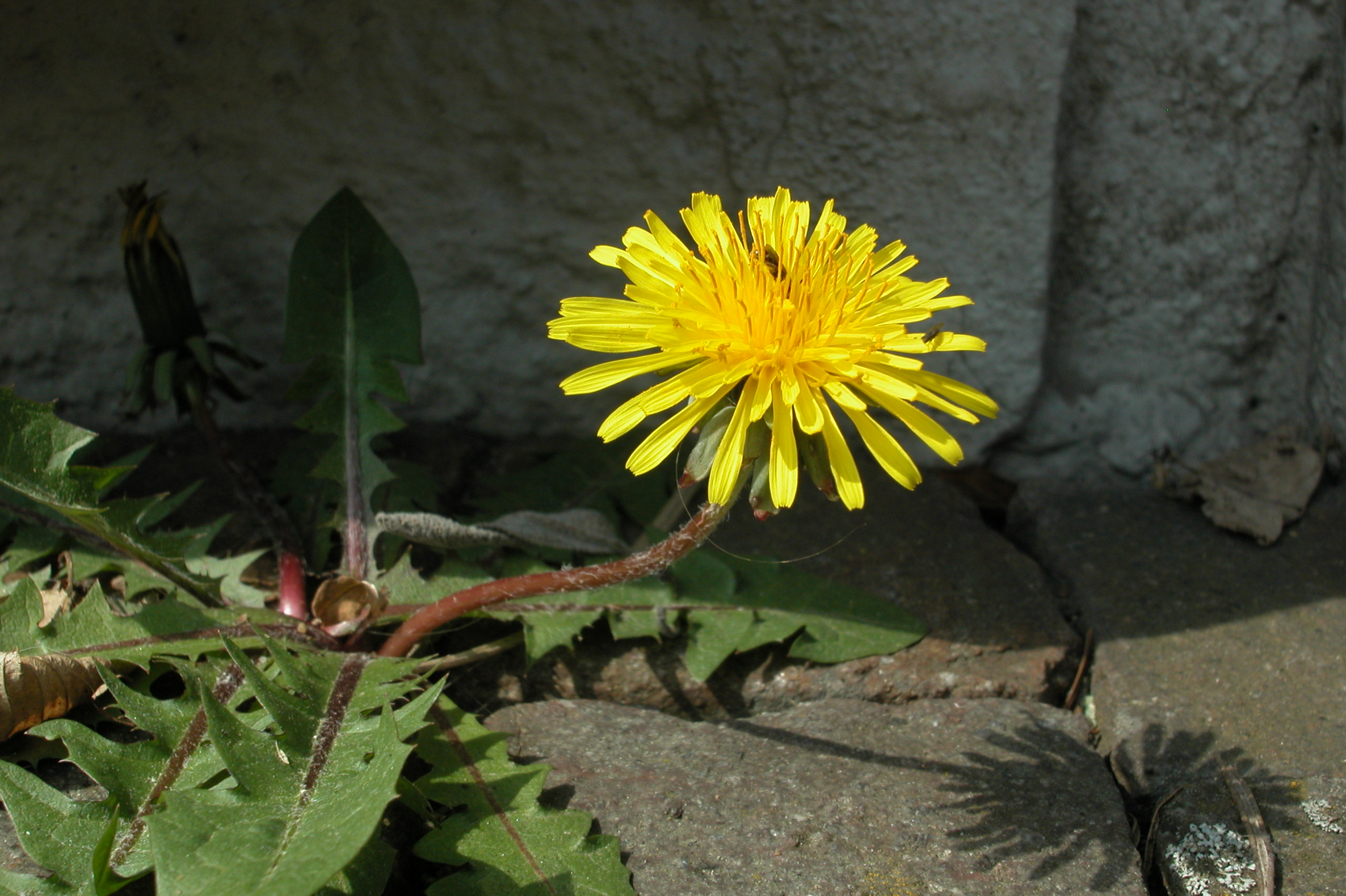
Gewöhnlicher Löwenzahn, umgangssprachlich auch als Hundeblume bekannt

## Inhalt
Ein 22-jähriger Gefangener, der nur durch die Nummer 432 auf seiner Zellentür bezeichnet wird, berichtet von seinem Gefängnisalltag. In seiner Einzelzelle ist er von aller Außenwelt abgeschnitten und auf die Beschäftigung mit sich selbst zurückgeworfen. Die einzige Unterbrechung der Einsamkeit bietet der tägliche Hofgang. Dort entlädt sich die Wut des Gefangenen über den vorgegebenen Trott mit subtilen Schikanen an seinem Vordermann, von dem er nicht mehr als den Rücken sieht, und den er darum bloß „Perücke“ nennt.
Eines Tages entdeckt Nummer 432 auf dem Gefängnishof eine einsam blühende Hundeblume. Dieser ungewohnte Einbruch von Leben und Natur in den tristen grauen Gefängnisalltag bestimmt von nun an das Denken des Gefangenen. Während er zunächst darum bemüht ist, seine Entdeckung vor den anderen zu verbergen, genügt ihm der Anblick der Blume schon bald nicht mehr und er sehnt sich nach ihrem Besitz. Beharrlich lenkt er den Kreislauf der Gefangenen Runde um Runde näher an die Blume heran. Just als sie für ihn endlich in Reichweite ist, bricht sein Vordermann in einer komischen Pirouette zusammen und stirbt, was Nummer 432 als letzten Triumph der verhassten „Perücke“ über seine Pläne begreift. Erst als er dem Sterbenden ins Angesicht sieht, löst sich sein Hass auf diesen.
In der Folge hat der Gefangene einen neuen Vordermann, der in den nächsten Wochen seine Aufmerksamkeit von der Blume abzieht. Der Neuling verbeugt sich so devot vor jedem Wachmann, dass Nummer 432 mit aller Willenskraft dagegen ankämpfen muss, nicht selbst von seiner Unterwürfigkeit angesteckt zu werden. Erst als ihm der Wechsel des Vordermanns gelingt, kann Nummer 432 seinen Plan in die Tat umsetzen. Er bückt sich, um seinen Strumpf zu richten, und pflückt unbemerkt die Hundeblume. Deren Anblick erfüllt ihn anschließend in seiner Zelle mit Güte und Zärtlichkeit: Er möchte alle Zivilisation hinter sich lassen und werden wie die Blume. In der Nacht träumt er davon, dass Erde über ihn gehäuft wird, dass er selbst zu Erde wird und aus ihm Blumen sprießen.

## Autobiografischer Hintergrund
Während des Zweiten Weltkriegs wurde Borchert in der Heeresgruppe Mitte zum deutschen Angriff auf die Sowjetunion kommandiert. Am 23. Februar 1942 kam es in der Nähe von Smolensk bei einem Postengang zu einer Schussverletzung seiner linken Hand, in deren Folge sein Mittelfinger amputiert werden musste. Wegen Verdacht auf Selbstverstümmelung wurde Borchert nach seiner Rückkehr im Heimlazarett verhaftet und ins Nürnberger Militärgefängnis überführt. Am 31. Juli fand der Prozess statt, bei dem die Anklage die Todesstrafe forderte, das Gericht jedoch auf Freispruch entschied. Aufgrund des gesammelten Belastungsmaterials an kritischen Äußerungen Borcherts über das Dritte Reich folgte ein zweites Verfahren wegen Verstoßes gegen das Heimtückegesetz, das mit einer Verurteilung zu sechs Wochen verschärften Arrests mit anschließender so genannter „Frontbewährung“ endete. Am 8. Oktober 1942 kam Borchert wieder frei, doch 1944 wurde er nach einer Goebbels-Parodie, die ein Beobachter denunziert hatte, wegen Wehrkraftzersetzung abermals zu neun Monaten Gefängnis verurteilt.
Borchert stellte mehrfach den Einfluss seiner Zeit im Nürnberger Militärgefängnis auf die Erzählung Die Hundeblume heraus. So schrieb er im Mai 1946 an eine Freundin: „wenn ich nicht ins Gefängnis gekommen wär, hätte ich keine Hundeblume geschrieben.“ An anderer Stelle betonte er, dass jenes Werk „mehr ein privatestes als ein dichterisches ist“. Noch kurz vor seinem Tode erklärte Borchert, „daß es diesen Hundeblumen-Mann gibt, daß er 21 Jahre alt war und 100 Tage in einer Einzelzelle saß mit dem Antrag des Anklagevertreters auf Tod durch Erschießen! 100 Tage. 21 Jahre. Er hat wirklich eine Hundeblume geklaut und durfte zur Strafe eine Woche nicht mit im Kreise gehen! […] Und dann liefen ihm diese 100 Tage vier Jahre lang durch alle Nächte hindurch nach, bis es ihm plötzlich gelang, sie förmlich auszukotzen! So, da waren sie! Man war sie los. Und so schrieb Wolfgang Borchert seine erste Geschichte.“

## Entstehungsgeschichte

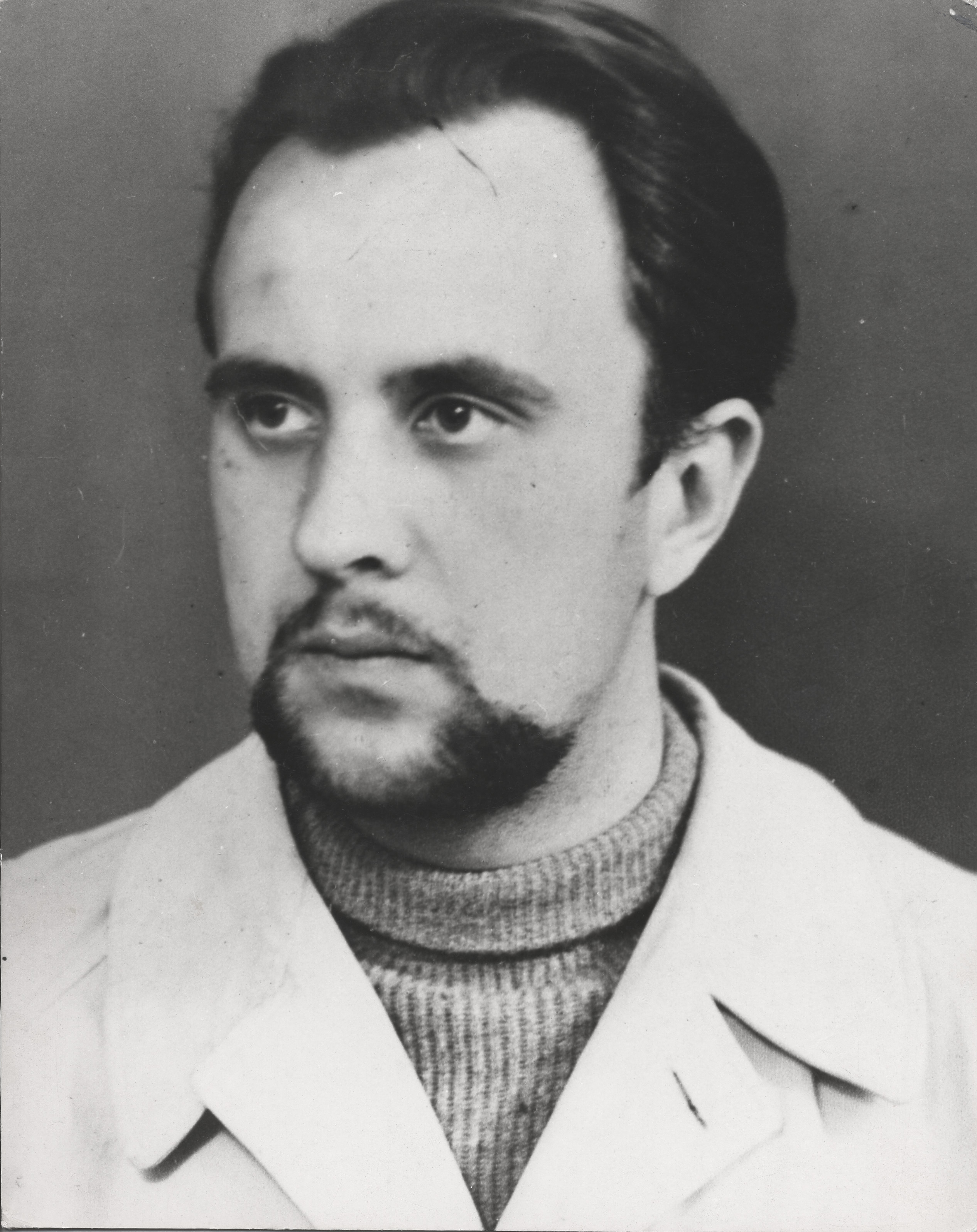
Wolfgang Borchert, 1945

Nach der Rückkehr aus dem Zweiten Weltkrieg war Borchert in den ersten Monaten in der Hamburger Theaterszene aktiv. Er schrieb Texte fürs Kabarett, trat selbst als Schauspieler auf, gründete mit Freunden ein Hinterhoftheater und arbeitete als Regieassistent am Hamburger Schauspielhaus. Doch seine infolge des Krieges und mehrfacher Inhaftierungen angegriffene Gesundheit verschlechterte sich gegen Ende des Jahres 1945 zusehends. Leberkrank, von Fieberanfällen geschwächt und bettlägerig wurde Borchert Anfang Dezember ins Hamburger Elisabeth-Krankenhaus eingeliefert. In einem Brief vom 6. Januar stellte Borchert fest, dass eine rasche Genesung nicht zu erwarten sei und bekannte resigniert: „Im Augenblick bin ich allerdings ganz ohne Mut zu mir selbst.“
Literarisch war Borchert seit seiner Jugend vor allem der Lyrik zugeneigt. Er hatte bereits einige Gedichte in Zeitschriften veröffentlicht und schrieb auch im Krankenhaus ein selbstironisches Gedicht mit dem Titel Tolle Abenteuer eines leberkranken Knaben, die ihn fast zerrüttet haben, das zwischen dem 21. und 27. Januar entstand. Ganz im Gegensatz zu dieser Ballade in frivolem Ton stand der Prosatext der Hundeblume, den Borchert am 24. Januar niederschrieb und dessen Inhalt er seiner Mutter als „Angst, Einsamkeit und Verlassenheit eines Todeskandidaten“ beschrieb. Neben den Erinnerungen an die eigene Gefängniszeit ließ Borchert sich auch vom Krankenhausaufenthalt inspirieren. So diente ein Mitpatient, von dem Borchert den ganzen Tag nichts als den Haarkranz sah, als Vorlage der „Perücke“. Ein Vorläufer der Hundeblume findet sich bereits 1941 in Borcherts früher Prosaskizze Die Blume. Auch diese mündet in der Anbetung einer Blume als Symbol für das Leben, allerdings fehlt noch die Thematik der Gefangenschaft. Peter Rühmkorf nannte Die Blume „ein sentimentales Reflexionsstück“, das ohne konkreten Stoff die „allgemeinsten Lamentationen und Rührseligkeiten“ biete.
Der Wechsel von Lyrik zu Prosa fiel Borchert anfänglich schwer, und er bekannte in einem Brief aus dem Krankenhaus: „Ich muß mich erst an Prosa gewöhnen – Prosa geht mir zu langsam, ich bin zu sehr an Tempo gewöhnt.“ In einem anderen Brief betonte er, dass seine Art zu schreiben „keine Arbeit ist – sondern höchstens ein kurzer Rausch“. Die Texte würden nicht erkämpft, sondern niedergeschrieben, sobald eine Idee vorhanden sei, und hinterher kaum mehr verändert. Auch das ursprüngliche Manuskript von Die Hundeblume weist nur geringe Bearbeitungen auf. In der 2007 neu von Michael Töteberg herausgegebenen Gesamtausgabe von Borcherts Werk sind stilistische und grammatikalische Korrekturen durch den Verlag wieder revidiert, drei gestrichene Passagen werden im editorialen Anhang aufgeführt. So war dem Manuskript ursprünglich ein später entfernter Schluss angehängt: „Als sie ihn am nächsten Morgen um 4 Uhr abholten und er wußte, daß er nicht zurückkehren würde, sah er den letzten blassen Sternen ohne Angst ins Gesicht. / Er war bereit zu jedem Abenteuer, das die Seele erwartete, Ja zu sagen.“ In einer frühen Version hatte Borchert der Erzählung den Titel Aline verliehen – nach der Schauspielerin Aline Bußmann, mit der der junge Schriftsteller in engem Briefkontakt stand.
Wolfgang Borchert schickte die Erzählung am 18. Februar 1946 an Hugo Sieker, Leiter des Feuilletons der Hamburger Freien Presse und langjähriger Freund der Familie Borchert, mit den Worten: „ich muß da etwas mit machen – ganz einfach weil ich Geld verdienen muß, um meinen Krankenhausaufenthalt bezahlen zu können.“ Sieker veröffentlichte die Erzählung in einer gekürzten Fassung und auf zwei Ausgaben verteilt in der Hamburger Freien Presse vom 30. April und 4. Mai 1946. Borchert selbst äußerte sich über die Bearbeitung kritisch: „Zwei ergötzliche Linolschnitte machten die Kürzung auf die Hälfte auch nicht wieder gut.“ Allerdings wurde durch die Veröffentlichung der Verleger Heinrich Maria Ledig-Rowohlt auf Borchert aufmerksam und stellte diesem einen Sammelband in Aussicht, falls er noch mehr „Hundeblumen“ anzubieten habe. Erich Kästner publizierte die Erzählung in seiner Jugendzeitschrift Pinguin.
Erst nach dem Erfolg des Hörspiels Draußen vor der Tür im Februar 1947 kam es tatsächlich zu einer Buchausgabe der Hundeblume. Im Juni 1947 erschien Borcherts erste Prosasammlung Die Hundeblume. Erzählungen aus unseren Tagen im Verlag Hamburgische Bücherei von Bernhard Meyer-Marwitz, der zuvor schon eine Gedichtsammlung Borcherts verlegt hatte. Die Erstausgabe betrug 5000 Exemplare. 1949 folgte eine „friedensmäßig ausgestattete“ Neuauflage von weiteren 2000 Exemplaren auf besserem Papier. Im selben Jahr publizierte der Rowohlt Verlag die Erzählung im Rahmen von Borcherts Gesamtwerk.

## Analyse und Interpretation

### Gattung
Die Frage, welcher Literaturgattung die Hundeblume zuzuordnen ist, ist umstritten. So zählt Theo Elm sie neben Die Kirschen, Die Küchenuhr und Schischyphusch zu „Borcherts besten Kurzgeschichten“, die sich durch typisierte Figuren, kulissenhafte Handlungsorte und einen knappen, lakonischen Stil auszeichnen. Wulf Köpke stellt dagegen in Frage, ob der Text „ohne weiteres als Kurzgeschichte[…] anzusprechen“ sei. Rolf Schulmeister findet für ihn den Begriff „Kurzerzählung“, Lubomír Doležel den der „poetischen Erzählung“. Helmut Gumtau hingegen erkennt „trotz der Kürze von vierzehneinhalb Seiten in der Werkausgabe eine Novelle“, deren Geschlossenheit von Borcherts späteren Arbeiten nicht mehr erreicht worden sei. Auch Konrad Freydank sieht aufgrund der „gereiften und durchgestalteten Struktur“ eine „vollgültige“ Novelle, die ebenso einen Erzählrahmen besitze wie ein zentrales Dingsymbol in Form der Hundeblume. Sie nehme „in fast jeder Hinsicht eine Sonderstellung im Werke Borcherts ein“.

### Erzählperspektive
Die Erzählung ist in der Ich-Form geschrieben. Dabei unterscheidet Hans-Gerd Winter ein „beobachtendes Ich“ sowie ein „reflektierendes“ und später „handelndes Ich“, die auf eine Ich-Spaltung des Inhaftierten hinweisen. Der Gefangene erschafft sich ein imaginäres Publikum, das mit „Du“ angesprochen wird und dem die Erlebnisse des „Ich“ vorgeführt werden. Die ganze Erzählung baut für Winter eine Theatersituation auf mit einem Bühnenbild, das nur aus wenigen Requisiten besteht (die Zelle mit Pritsche, Tür und Fenster, der Gefängnishof und die Blume), wobei die Hofgänge an Zirkusvorstellungen erinnern. Immer wieder wird das „Du“ mit dem Geschehen identifiziert, ist von einem „Wir“ die Rede, wird es eingeladen, am Spiel teilzunehmen.
Am Ende, kurz vor dem Abreißen der Hundeblume, gibt es einen abrupten Wechsel der Erzählperspektive in die Er-Form. Dies interpretiert Winter als einen Wechsel des Standorts von der Bühne ins Publikum. Allerdings bleibt der Er-Erzähler weiterhin in der Lage, das Innenleben des Gefangenen zu schildern. Der Perspektivwechsel ermöglicht es, Distanz zu den intensiven Erfahrungen des Gefangenen zu wahren und sie dadurch überhaupt erst erzählbar zu machen. Laut Winter nutzt Borchert die Möglichkeiten des Theater- und Rollenspiels mit bewusst übersteigerten Empfindungen von Rührseligkeit bis Komik, um die Erfahrungen der Realität zu entwerten und mit Selbstironie zu überspielen. Das Prosa-Theater in Die Hundeblume weise dabei schon voraus auf das kommende Theaterstück Draußen vor der Tür.

### Sprache
Die Hundeblume enthält zahlreiche stilistische Merkmale, die laut János Kohn typisch für Borcherts Gesamtwerk sind, etwa den gehäuften Einsatz von Metaphern und die als Leitmotiv wiederkehrenden Fragen sowie der durch die Ansprache eines Gegenübers hervorgerufene Charakter eines Appells. Allerdings ist die frühe Erzählung gegenüber den späteren Kurzgeschichten nicht nur ungewöhnlich umfangreich, sondern sie enthält auch ein breites Spektrum sprachlicher Mittel, die später kaum noch Verwendung finden. So herrschen in Die Hundeblume noch die „erzählenden Tempusformen“ Präteritum und Plusquamperfekt vor. Trotz einer grundsätzlichen Tendenz zur nebenordnenden, ich-bezogenen Parataxe – die häufigsten Wörter sind die Konjunktion „und“, auch am Satzanfang, sowie Pronomen der 1. Person Singular – führt die reflektierende Grundstruktur auch zu hypotaktischen Satzgefügen mit zahlreichen Konjunktiven.
Die sprachlichen Mittel dienen zur Unterstützung des Inhalts der Erzählung. Das Gefühl von Isolation und Wehrlosigkeit vermittelt sich nicht nur durch das Leitmotiv der zuschlagenden Tür, sondern auch durch die grammatischen Formen des Patiens, die Passiv- und „man“-Konstruktionen. Die Farbsymbolik von „gelb“ und „grau“ steht für den Gegensatz von Licht und Wärme zur Kälte des Gefängnisses. Die Unsicherheit und die Zweifel des Gefangenen drücken sich in der Verwendung des Begriffes „Gott“ aus, der zumeist in Fragesätzen steht, in der Nähe eines „vielleicht“ und mit dem unbestimmten statt eines bestimmten Artikels versehen. Zwei andere dominierende Begriffe, „Vordermann“ und „Hintermann“, kennzeichnen die bipolare soziale Ordnung der Gefangenen. Die Emotionen und Sehnsüchte des Erzählers zeigen sich unter anderem in den ungewöhnlichen Präfixbildungen mit „um“ („umkreisen“, „umstehen“, „umfangen“, „umspannen“).

### Struktur
Laut Károly Csúri operiert Borchert in Die Hundeblume mit Kreislaufbewegungen auf verschiedenen Ebenen. Zum einen befindet sich der Inhaftierte im Gefängnis im Mittelpunkt eines Systems von geschlossenen Kreisen: in den Mauern seiner Zelle, im Hofgang inmitten des „Lattenzauns“ seiner Mitgefangenen und eingekesselt von den Wärtern. Diesem „Kreislauf der Leblosigkeit“ stehe der „Kreislauf des Lebens“ gegenüber, vom Sprießen der Blume bis zum Begräbnis, durch den der Gefangene am Ende Zeit und Raum überwinde und aus der Wirklichkeit in den Mythos entfliehe, die traumhafte Einswerdung von Mensch und Natur.
Dabei folgt die Erzählung einer Grundstruktur, die Csúri in zahlreichen Werken Borcherts ausmacht: Von einem Ausgangszustand – hier Einsamkeit und Angst in der Gefängniszelle – gelangt der Borchertsche Held über einen Übergangszustand – das Geschehen auf dem Gefängnishof – in den Endzustand, ein „Stadium virtuell-zeitloser Geborgenheit“, in dem sich der Gefangene in einen mit der Natur verbundenen Wilden verwandelt und am Ende gar mit ihr eins wird. Es handelt sich für Csúri um eine Wandlung im Verhältnis des Ichs zum Leben: aus der Leblosigkeit des Gefängnisses kehrt der Mensch am Ende in das Leben zurück. Gleichzeitig bedeutet die Rückkehr in die „Mutter Erde“ aber auch den Tod.

### Groteske und Romantik
Für Peter Rühmkorf trägt die Erzählung Merkmale einer Groteske. Das Leben hinter den Gefängnismauern sei absurd, diabolisch und verdreht. Dinge und Menschen vertauschen ihre Rollen, was die ersten böse mache, die zweiten zu rein stumpfen Objekten, die jeder Handlungsfreiheit beraubt sind. Es herrsche jedoch keinerlei Mitgefühl und Solidarität unter den Gefangenen, sondern „eine abgründige, eine schwarze Lustigkeit“, in der Leiden und selbst der Tod nur noch kurios und lächerlich wirken. Typisch für Borchert sei allerdings, dass er nie bei der reinen Groteske verharre, sondern sie stets mit Gefühlsmitteilungen bis hin zur Rührseligkeit kontrastiere.
In der „Beschwörung des Blumengeistes“ am Ende der Erzählung manifestiere sich nicht nur eine „sinnliche Lust am vergänglich Schönen“, sondern die Blume symbolisiere „die Liebe, die Erde, das schlechthin Weibliche“. Darin liegt für Rühmkorf ein zutiefst romantisches Lebensgefühl des jungen Borcherts, das an den literarischen Expressionismus anknüpfe. Auf eine entmenschlichte Welt reagiere Borchert mit Regression in eine Welt vor aller Zivilisation, in sehnsüchtige Naturverehrung, magische Beschwörung und schließlich mit dem Rückzug in den Tod.

### Hoffnung und Freiheit
Die titelgebende Hundeblume wird für Claus B. Schröder zu einem Hoffnungssymbol: Eigentlich ein Unkraut, das die Ordnung des Rasens störe und verderbe, aber auch die Pusteblume im unbeschwerten Spiel der Kinder, werde sie in Borcherts Erzählung zum Symbol der Menschlichkeit und des Überlebens schlechthin, und das noch auf dem bereits vorgezeichneten Weg zur Hinrichtung. Für Marianne Schmidt verkörpert die Hundeblume das „Einfache, Geringe, Alltägliche und wenig Beachtete“, obwohl doch ihre Farbe und Strahlen an eine Sonne erinnerten. Sie gleiche einer verwunschenen Prinzessin aus dem Märchen, hinter deren Unscheinbarkeit die Macht stecke, den Gefangenen am Ende zu erlösen. Laut Harro Gehse bedeutet sie für den Ich-Erzähler all das, was ihm in seinem alltäglichen Gefangenendasein fehlt: „Liebe, Leben, Schönheit.“ Sie zeige, wie in Extremsituationen aus dem geringfügigsten Anlass ein Glücksgefühl entstehen könne.
Der Kontakt zwischen Mensch und Blume findet am Anfang durch die Sinne des Gefangenen statt, insbesondere seinen Geruchssinn. Die in seinem Kopf entstehenden Bilder lösen sich von Raum und Zeit und lassen allgemeine Erinnerungen an die Jugend und Sehnsüchte nach Weiblichkeit aufsteigen, in denen die Blume zur Geliebten wird. Sie steht auch allgemein für die Natur, die aus der Zelle des Gefangenen ausgesperrt bleibt, für die Exotik ferner Länder und die Welt der Urzeit. Am Ende realisiert sich die ersehnte Freiheit des Gefangenen in einem imaginierten Tod, gleichzeitig stecken in der Besitzergreifung der Blume aber auch ein starker Überlebenswille und eine individuelle Form von Widerstand, die den Gefangenen zumindest geistig aus seiner Zellenwirklichkeit ausbrechen lassen.

## Rezeption
Peter Rühmkorf wertete in seiner Biografie über Wolfgang Borchert die Erzählung Die Hundeblume als plötzlichen Ausbruch eines literarischen Genius, nachdem alle bisherigen Arbeiten Borcherts kaum vielversprechend gewesen seien und keines seiner Gedichte einen wirklichen Rang besäße. Die Hundeblume war für ihn „eine von Grund auf eigentümliche, auf Anhieb moderne, ohne jeden Umschweif und ohne Nachkorrektur meisterliche Erzählung“, der keine schrittweise Entfaltung eines schriftstellerischen Talents vorhergegangen sei, „sondern die wider alle Vernunft und Erklärungsversuche unvermittelte Geburt des Vermögens“, als deren Folge Borchert „auf einen Schlag alle Mittel zur Hand hat, alle Methoden beherrscht, über Stil nicht nachdenkt und den Satzbau nicht reflektiert“.
Die „höchst ungewöhnliche Gefängnisgeschichte“ wurde laut Claus B. Schröder „vielgerühmt, geliebt und doch wohl weniger selbsterschrocken gelesen als geschrieben.“ Vielmehr sei Die Hundeblume „wie ein Symbol menschlicher Hoffnung gelesen worden, wie das Hohelied darauf, in unmenschlichen Zeiten ein menschliches Zeichen zu setzen.“ Der Psychologe Siegfried Preiser lernte nach eigener Aussage mit Borcherts Erzählung „in der Schulzeit die unbeugsame Sensibilität eines verletzlichen Menschen kennen, der Themen seiner Zeit auf den Punkt brachte.“
Die Hundeblume wurde von Michael Blume verfilmt sowie von verschiedenen Theatern für die Bühne adaptiert. Kenny Berger montierte Passagen aus Die Hundeblume in seine Erzählung Milchgesicht, die 1995 im Rahmen des Ingeborg-Drewitz-Literaturpreises für Gefangene ausgezeichnet wurde. Stefan Straub macht in dieser Übernahme durch einen Autor der Gegenwart eine „Tradition der Gefangenenliteratur“ aus, deren Gegenstand „über ein halbes Jahrhundert hinweg unverändert geblieben ist: das Gefängnis in seiner Unmenschlichkeit“.

### Textausgaben
- Wolfgang Borchert: Die Hundeblume. Erzählungen aus unseren Tagen. Hamburgische Bücherei, Hamburg 1947, S. 11–33.
- Wolfgang Borchert: Die Hundeblume. Nachts schlafen die Ratten doch. Faksimiledruck des Manuskripts. Rowohlt, Reinbek 1986.
- Wolfgang Borchert: Das Gesamtwerk. Rowohlt, Reinbek 2007, ISBN 978-3-498-00652-5, S. 27–43.

### Sekundärliteratur
- Károly Csúri: Semantische Feinstrukturen: Literaturästhetische Aspekte der Kompositionsform bei Wolfgang Borchert. In: Gordon Burgess, Hans-Gerd Winter (Hrsg.): „Pack das Leben bei den Haaren“. Wolfgang Borchert in neuer Sicht. Dölling und Gallitz, Hamburg 1996, ISBN 3-930802-33-3, S. 157–159.
- Harro Gehse: Wolfgang Borchert: Draußen vor der Tür, Die Hundeblume, und andere Erzählungen. Analysen und Reflexionen. Joachim Beyer, Hollfeld 2007, ISBN 978-3-88805-134-0, S. 55–65
- Reiner Poppe: Wolfgang Borchert: Draussen vor der Tür. Die Hundeblume. Die drei dunklen Könige. An diesem Dienstag. Die Küchenuhr. Nachts schlafen die Ratten doch. Schischyphusch. Königs Erläuterungen, 299. C. Bange, Hollfeld 11. erw. Aufl. 1985 ISBN 380440233X[37]
- János Kohn: Ausdrucksformen der inneren Wirklichkeit bei Wolfgang Borchert: Die Multivalenz von und in der Erzählung „Die Hundeblume“. In: Gordon Burgess, Hans-Gerd Winter (Hrsg.): „Pack das Leben bei den Haaren“. Wolfgang Borchert in neuer Sicht, S. 140–153
- Peter Rühmkorf: Wolfgang Borchert. Rowohlt, Reinbek 1961, ISBN 3-499-50058-2, S. 67–75.
- Hans-Gerd Winter: „Mir liegt kaum daran …, gedruckt zu werden – ich fühle, daß mein Tag kommt.“ Wolfgang Borcherts Eintritt in das literarische Feld 1940–1946. In: Gordon Burgess, Hans-Gerd Winter (Hrsg.): „Pack das Leben bei den Haaren“. Wolfgang Borchert in neuer Sicht, S. 102–107.